# B Gata H Kei
Би Гата Ейч Кеи (B型H系 Bī Gata Etchi Kei) или наричана още „Първия път на Ямада“ е манга нарисувана от Йоко Санри и се публикува в списанието Young Jump от 2004 до 2011 година и разпространявана от издателство Шуейша. От 1 април до 17 юни 2010 година се излъчва и аниме-сериал по комикса, състоящ се от 12 епизода по 24 минути всеки.

## История
Историята в Би Гата Ейч Кей се върти около петнадесет годишната ученичка Ямада. Тя е красавицата на училището, изключително умна и много популярна както сред момичетата така и сред момчетата. Въпреки външния си вид обаче тя е изключително перверзна и не го крие от най-добрата си приятелка за неин огромен ужас. Ямада има малко странна мечта, която преследва неотклонно, а именно – да има 100 сексуални партньора. Проблемът обаче се състои в това, че тя е девствена и ужасно се срамува мъжете, с които мечтае да легне да не ѝ се подиграват за това. Именно поради това се стреми да открие момче, което също като нея да е девствено, с което да бъде първия ѝ път. Така съвсем случайно в книжарницата се сблъсква със срамежливия младеж Косуда, който се оказва и неин съученик. Ямада, преценила, че това е девственото момче, което търси веднага го набелязва за своя първа „жертва“. Косуда от своя страна няма никакъв опит с момичетата и ужасно се смущава от вниманието на Ямада, която няма представа как да подходи към прелъстяването на нейния избраник. Това разбира се не ѝ пречи да преследва заветната си цел с желязна воля, но става причина за множество забавни ситуации. Несполучливите опити на Ямада за поставяне на начало на любовен живот се сблъскват и с пристигналата в училището богата красавица Киока Канежо, която си поставя за цел да унищожи неочакваната си конкурентка.

## Герои

### Основни герои
- Ямада

Ямада е ученичка, любимка на цялото училище и всепризната красавица, която е обсебена само от едно – секс. Тя си е поставила като своя висша цел да бъде със 100 момчета, но пред нея стои един голям проблем – тя е девствена. За това Ямада решава да намери друго девствено момче, с което да бъде първия ѝ път. В тази напрегната мисия те я подпомагана от своя бог на секса – умалена версия на нея самата, с мустаци, роба и тояга, която лети на розово облаче и често коментира дадена ситуация без да се намесва пряко в действието. Въпреки своята агресивност и упоритост Ямада всъщност е едно обикновено и объркано момиче, което няма представа как да подходи към първата си връзка с момче. Заради своята неопитност тя често разбира жестовете на Косуда по съвсем различен начин. Опитите ѝ да го прелъсти често прибързани, необмислени и неизменно се провалят (така когато вижда ерекцията на Косуда тя побягва с писъци въпреки че двамата са сами в къщата му). Първоначално тя подхожда към Такаши само като инструмент, който ѝ помага да се освободи от товара на девствеността, обаче скоро установява, че все пак изпитва нещо повече от обикновена похот, макар да не иска и да не може да го признае пред себе си.
- Такаши Косуда

Такаши е съученик на Ямада. Двамата се сблъскват съвсем случайно в една книжарница докато тя се опитва да си купи японски речник в който да загради всички думи свързани със секса и едва тогава тя осъзнава, че той съществува макар и да стоят на съседни чинове. Той е тихо, скромно и кротко момче, което изведнъж се оказва обект на всеобща завист от своите приятели и съученици след като красавицата на училището започва да го харесва. Като малък голямата му сестра Казуки го е защитавала от хулигани. Косуда също като Ямада е девствен и си няма представа как да отвърне на внезапния интерес, който красавицата на училището проявява към него. Често разбира нейните жестове и действия напълно погрешни (така когато Ямада, вървейки по коридора, му показва картончето с мерките си Косуда си мисли, че тя се опитва да скрие лицето си с него) или остават изцяло неразбрани. Косуда също има бог на секса, но неговото участие в историята е доста пасивно и обикновено се появява, за да покаже интимната реакция на тялото му.
- Михару Такешита

Най-добрата приятелка на Ямада, която има нещастието да бъде и отдушник на безкрайните ѝ душевни терзания. Тя се опитва да дава разумни съвети за отношенията на приятелката си с Косуда, но естествено Ямада не се отказва от своя си подход. Тъй като има приятел и (вероятно) сексуален опит тя е обект на непрекъснати разпити от страна на Ямада, което хвърля Михару в шок, имайки предвид, че е срамежливо момиче. Михару прави всичко възможно да държи под контрол вилнеещото либидо на Ямада, но не винаги се получава. Тя се отличава и голяма гръдна обиколка, което също става причина за някои интересни ситуации отново свързани с Ямада.
- Маю Мияно

Маю е симпатично очилата момиче, което приятелка на Косуда още от детските им години и негова съученичка. Семействата им са съседи и често излизат заедно, което определя и близостта на между Такаши и Маю. Близките им често се шегуват, че двамата трябва да се оженят един ден – нещо, от което Косуда ужасно се смущава, но Маю няма нищо против, защото тайно го харесва. Също като него тя е девствена и сексуалната агресивност на Ямада ѝ е изцяло чужда. Тя е отлична готвачка и често готви на Косуда. Въпреки че е влюбена в него нейната първа любов е не кой да е, а голямата му сестра – Казуки, която като малка е защитава и нея от хулигани. Маю също има свой бог на секса, но той е малка фея, невинна като самата нея.
- Киока Канежо

Киока е ученичка, която преместена в класа на Ямада и Такеши. Когато Ямада я побеждава на училищния конкурс за красота в сърцето ѝ пламва завист и тя решава да унищожи конкурентката си. Като стъпка от нейния план е да открадне приятеля на Ямада обаче няма представа кой е той. Киока, както забелязва един будистки монах, има сърце пълно със зли желание и желязна воля, която не им позволява да се проявят. Тя много красива и изключително богата, но крие една голяма тайна – влюбена е в не кого да е, а в собствения си брат Кеичи. Има цяла тайна стая пълна с десетки негови портрети, в която обича да се усамотява и да мечтае за него. Осъзнавайки недостатъците на характера си тя прави всичко възможно да скрие истинското си „аз“ от света и онази Канежо, която нейните съученици виждат е мила, сладка, отзивчива и много красива. Единствено Ямада вижда какво се крие зад маската и няма никакво намерение да се дава на новата си съперничка без бой.

### Други герои
- Чика Ямада

Чика е малката сестричка на Ямада, която има навика често да наднича в стаята на сестра си. За разлика от кака си Чика въобще не е обсебена от мисли за секса и дори смята, че ѝ е твърде рано за нещо такова. Въпреки това тя е изключително сладко и красиво момиче и не се колебае да използва външността си, за да получи онова, което желае от многобройните си почитатели. Понякога Ямада се обръща за съвети към нея, но те неизменно са от такова естество, че тя не знае как да отговори (например как да прави добър секс с Косуда. Ямада се опитва да използва Чика като оръжие във войната ѝ с Канежо обаче за нейна изненада двете започват да се разбират доста добре.
- Казуки Косуда

Голямата и много красива сестра на Такаши. Тя е студентка втори курс и като малка именно тя е била тази, която е защитавала кроткия Косуда от хулиганите. Казуки е много загрижена за брат си и се опитва да му помогне с каквото може в хаотичната му връзка с Ямада. Освен това след душ има навика да се разхожда гола из дома им за огромно смущение на брат си.
- Кеичи Канежо

Големия брат на Канежо, който учи в Харвард. Той е изключително красив младеж, на когото му трябва само един поглед, за да накара някое момиче да се влюби в него. Той е започнат с отношението на сестра си към него, но това въобще не го смущава. За огромна изненада на Канежо след завръщането си в Япония Кеичи е привлечен не от кого да е от голямата ѝ съперница Ямада. За не по-малка изненада обаче Ямада отблъсква опитите на Кеичи да завърже отношения с нея, което става причина обърканата в чувствата си Канежо да я намрази още повече. Кеичи обаче има една тайна, която не се колебае да сподели с отблъсналата го Ямада – въпреки въздействието си върху момичетата той е девствен.
- Госпожа Ишихара

Гувернантката на Канежо. Тя е запозната със странното увлечение на повереничката си към собствения ѝ брат и прави всичко възможно да я върне в правия път, естествено напълно безуспешно. Канежо се опитва да не показва истинското си „аз“ пред гувернантката си, но не винаги си получава, въпреки че госпожа Имахара не храни особени илюзии за характера на господарката си.
- Дайсуке Матсуо

Приятелят на Такешита Михару. Той е студент втори курс в колежа и двамата са се запознали докато са работели в една и съща книжарница. Дайсуке е изключително интелигентен, зрял, уравновесен и споделя, че е почитател на руските класици като Тургенев и Достоевски, което става и причината двамата с Косуда да си допаднат от пръв поглед. Той е винаги готов да изслуша Такаши за любовните му проблеми с Ямада, с които макар и да не признава на глас е добре запознат от приятелката си и да му даде добър съвет.
- Аои Катасе

Съученичка на Ямада и приятелка на Мами Мисато. Двете с Мами са заедно още от началното училище и мрази момчетата след като приятеля ѝ изневерява.
- Маки Кобаяши

Приятелка и съученичка на Ямада.
- Коута Акимота

Приятел и съученик на Косуда. Има малко странна прическа и за разлика от Такаши е обсебен от мисълта за момичетата.
- Акаи-сенсей

Учителката на Косуда и Ямада. Тя е на 25 години и за разлика от мнозина свои ученици тя не може да се похвали с особени успехи в любовта, което ужасно я потиска.
- Мами Мисато

Мами е съученичка и приятелка на Ямада. Тя се отличава от другите момичета по детската си неразвита фигура и пълната липса на бюст. Това обаче не ѝ пречи да се смята за изключително привлекателна и с голям сексапил дори напротив – преследва момчетата с невероятна жар и упоритост, с която дори Ямада не може да се мери. Подходът ѝ обаче е твърде директен, изразяващ се в лепването за гърба на желания от нея, и не води до никъде. Въобще не се впечатлява от забележките за фигурата и поведението ѝ, които нейните съученички ѝ отправят.
- Каори Сакай

Приятелка и съученичка на Ямада.
- Махиро Мияно

Малкият брат на Маю.

## Музика

### Начални песни
- Oshiete A to Z в изпълнение на Юкари Тамура

### Завършващи песни
- Hadashi no Princess в изпълнение на Юкари Тамура

## Списък на епизодите
| № серия | Дата на излъчване | Название | Кратко описание |
| ------- | ----------------- | --- | --- |
| 01      | 1 април           | „Момче среща момиче. Дай ми първия си път!“ „Следучилищна стратегия. Може ли да се целунем за начало?“"                    | Ямада и Михару са на пазар, защото Ямад аима нужда от нов японски речник. В книжарницата тя се сблъсква с момче, за което веднага разбира че е девствено като нея самата и веднага си го набелязва. Малко по-късно разбира, че същото това момче е неин съученик, който стои точно до нейния чин. След запознанството си с Косуда той я кани в дома си, където тя се запознава със сестра му. Останали насаме в неговата стая Ямада става свидетел на ерекцията на Косуда, което я кара да избяга с писъци. |
| 02      | 8 април           | „Знам! Хайде да отидем на басейн. Искаш да видиш моя бански.“ „Появява се съперница. Коя е тази с шестия размер?“          | Ямада и Косуда отиват на басейн като част от нейния план за прелъстяване. Там те се срещат с Михару и нейния приятел – Дайсуке, който веднага допада на Такеши. Върнали се училище Ямада се сблъсква с приятелката на Косуда от детинство – Маю, която се оказва изключително надарено момиче. Разбрала, че семействата им са близки в Ямада пламва ревност. |
| 03      | 15 април          | „Сближаване в тъмната стая. Неособено опасни клубни дейности!?“ „Вълнуващ училищен фестивал. Ямада-кралицата на училището“ | Косуда е член на фотографския клуб. Ямада решава също да се присъедини, за да е по-близо до него. Влизайки в тъмната стаичка, където се проявяват снимките тя прави първия си опит за интимен контакт с Такаши, за който той дори не подозира. След това Ямада взима участие на конкурса за красота в училището, където се сблъсква с неочаквана съперничка – нова и много красива ученичка на име Канежо. Ямада печели със съвсем малка разлика, но без да осъзнава това унизената ѝ конкурентка решава да ѝ отмъсти. |
| 04      | 22 април          | „Гореща Коледа. Какъв е вкусът на първата целувка?“ „Не можем да отиде у дома. Хайде в парка!“                             | Ямада кани Косуда на коледна вечеря. Оказали се в тъмна уличка Ямада получава първата си целувка. Приела това като сигнал, че може да премине към втората стъпка. Тя води Косуда в парка, където иска даправи секс с него, но там се сблъскват с десетки други двойки със същото намерение. Освен тях обаче из парка дебнат и перверзници с фотоапарати, които угасят страстта ѝ. |
| 05      | 29 април          | „Свети Валентин със сладко и сълзи. С повече любов от Ямада.“ „Увеличаване на сексуалната сила. За пръв път го изпитвам.“  | Свети Валентин и момичетата подаряват шоколад на момчетата, в които са влюбени. Получават всички освен Косуда, който е ужасно потиснат от това. Ямада иска да му даде сладки и се колебае пред дома му, но накрая се отказва и побягва. След това Ямада сънува странен сън, в който участва богиня, съветваща я как да увеличи сексуалната мощ у момчетата. Следвайки съветите ѝ Ямада решава да отиде на училище без гащички. |
| 06      | 6 май             | „Канежо пристига. Тази усмивка е невероятна.“ „Под тази розово-цветна усмивка... съкровената тайна на Канежо“              | Новата учебна година започва и класовете се преразпределят. Ямада попада в един и същ клас с Канежо, която е твърдо решена да измести Ямада от позицията ѝ на кралица на училището. След това Канежо се прибира в огромния си дом, където се разкрива голямата ѝ тайна – тя е влюбена в брат си. |
| 07      | 13 май            | „Големия дуел с ученически бански. Определено няма да изгубя от теб“ „Спомени от летните дни. Ямада... връщане към дивото“ | Започват часовете по плуване и Ямада твърдо решена да блесне пред всички с банския си. Тук обаче се сблъсква с Канежо, която няма намерение да ѝ отстъпи. След това Семействата Косуда и Мияно отиват заедно на къмпинг в планината и Ямада ужасно ревнува от факта, че Маю и Такаши ще останат сами. За това решава да ги последва на автостоп, но ѝ предстои да се сблъска с много предизвикателства |
| 08      | 20 май            | „Ура. Училищна екскурзия. Не можахме да сме заедно насаме.“ „Относно Ямада... объркан съм“                                 | Класът на Ямада отива на екскурзия в Киото и тя прави планове как да прелъсти Косуда по време на пътуването. Нещата обаче малко се объркват. След това, обратно в Токио, Такаши за пръв път признавана Ямада, че я обича, но признанието му е прекъснато по средата. |
| 09      | 27 май            | „Няма начин! Пред всички... никога не съм казвала, че те мразя.“ „Спортния фестивал. Прави каквото искаш...“               | Разбрала за признанието на Косуда обърканата Ямада го игнорира в училище, но накрая му казва, че не го мрази, което Такаши възприема като ответно признание. След това започва спортния фестивал, на който Ямада е твърдо решена да разгроми съперницата си Канежо. Сблъсъкът по между им обаче е прекъсна от пристигането на Кеичи – братът на Канежо, в които тя е влюбена. |
| 10      | 3 юни             | „Семейство Канежо. Голямата тайна на чаровника!“ „Влюбена си... махни си ръцете от моя мъж (Косуда).“                      | Ямада импулсивно признава на Кеичи, че има нужда първия ѝ път да бъде с девственик. Той от своя страна я изненадва с новината, че въпреки неустоимия си чар никога не е бил с момиче. Канежо кани Косуда в дома си, за да го прелъсти от открадне от Ямада. Ямада обаче е разбира за плана ѝ и взима мерки. |
| 11      | 10 юни            | „Коледното парти. Отведи ме в леглото“ „Канежо наблюдава. Неловкостта е на предела.“                                       | Канежо кани целия си клас на коледно парти. Докато нейните съученички са тръгнали на лов за богати момчета Ямада решава да се възползва от момента и да го направи в Косуда без да подозира за камерите, които Канежо е поставила навсякъде. Тя решава да им попречи. |
| 12      | 17 юни            | „Светът е срещу нас. Би Гата Ейч Кей“ „Ангелът Ямада. Сбогом Би Гата Ей Кей.“                                              | Косуда и Ямада са твърдо решени да правят секс и искат съвети за това от сестрите си. Двамата отиват на хотел, но миг преди толкова очаквания момент леглото се счупва и Такаши чупи крака си. Запознатата със случая Казуки (и разочарована от провала на брат си) обещава да излъже майка им за причината за травмата. Въпреки че е в болница Ямада обаче никакво намерение да се откаже от вече започнатото и се опитва да го прелъсти в болничната стая, преоблечена като медицинска сестра, но и тук не успяват да го направят. Все още девствени на Нова година Ямада и Такаши отиват в храм, където се молят на боговете това по между им да се получи. |